# المايكروسكوبية التوسعية
المايكروسكوبية التوسعية أو علم المجهريات التوسعي (بالإنجليزية: Expansion microscopy)‏ هو أسلوب في علم المجهريات يقوم على تضخيم العينة بدلا من استخدام المجهر مباشرة لمعاينتها، عبر استخدام شبكة من البوليمرات القابلة للانتفاخ. يسمح هذا بدراسة الكيانات الصغيرة داخل بعض الخلايا والتي لا يمكن رؤيتها بطرق المجهريات العادية حتى عالية الدقة منها. 

## الآلية
تقوم الفكرة على تثبيت النسيج أو العينة المطلوب دراستها عبر شبكة من المثبطات الحركية مثل أضداد الأجسام Antibodies، ومن ثم ربط البنى داخل النسيج أو الخلية إلى جزئيات مضيئة من الفلوروفور عبر زمرة كيميائية وسلسلة دنا أحادية إلى شبكة من البوليمرات القابلة للانتفاخ، بعد ذلك يتم إضافة الماء فتنتفخ الشبكة مسببة انتفاخ العينة معها، يمكن تشبيه ذلك برسم شكل ما على بالون ومن ثم نفخه. 
بذلك يمكننا تكبير العينة ما بين 20 مرة إلى 100 مرة، وبعد ذلك يمكننا استخدام الطرق المجهرية الأخرى لرؤية هذه العينة المكبرة للوصول لدقة تقارب 50 نانومتر. 

## التاريخ
تم طرح هذا المفهوم لأول مرة من قبل باحثين في المعهد التقني لماساشوتس في الولايات المتحدة الأميركية عام 2015.